# 科穆纳尔卡射击场

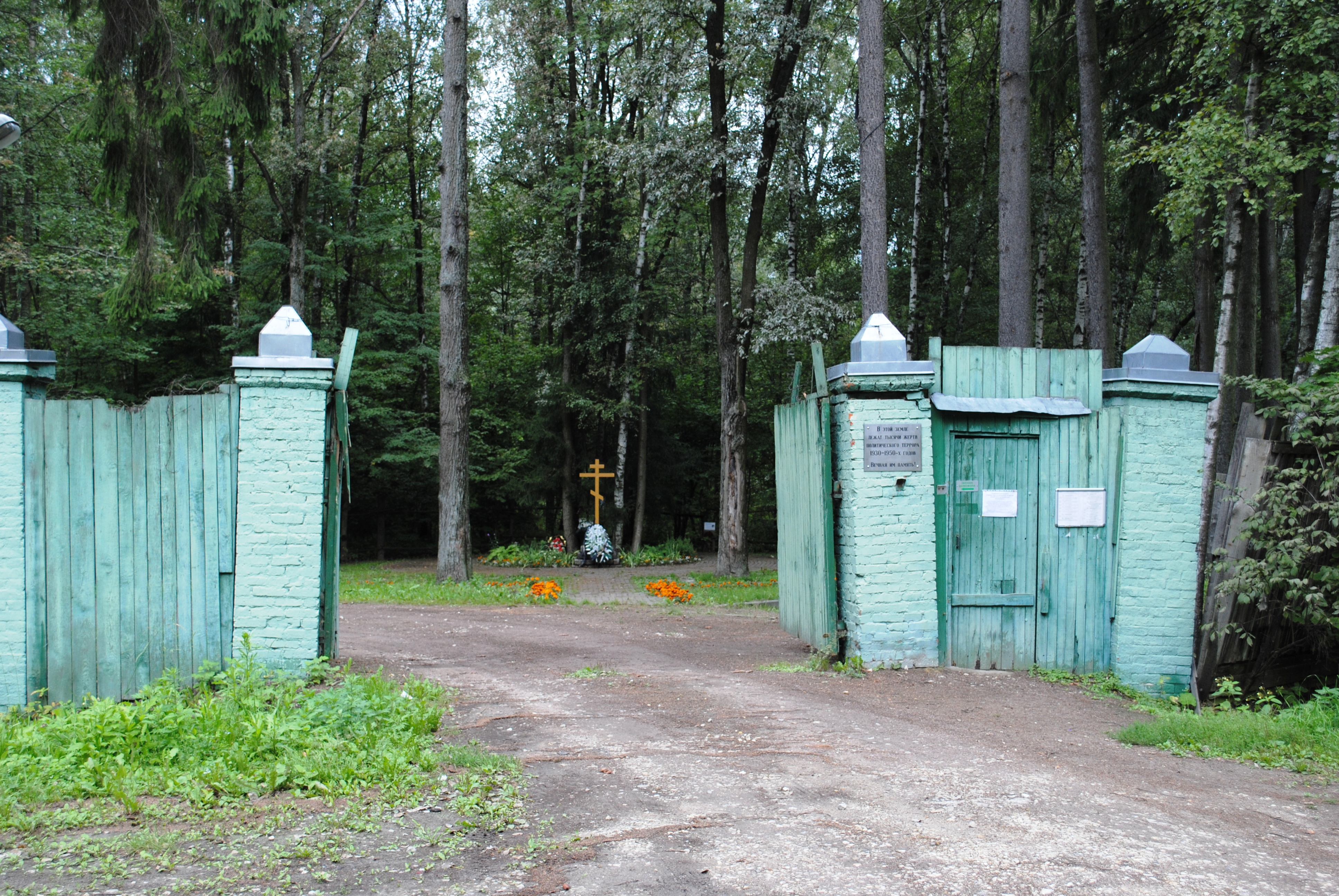
科穆纳尔卡射击场的大门

科穆纳尔卡射击场（俄语：Расстрельный полигон «Коммунарка»）位于俄罗斯莫斯科西南新莫斯科行政区，原为苏联内务人民委员会委员亨里希·雅戈达的达恰，后成为内务人民委员会1937年—1941年大规模处决犯人的射击场。现在，该地是东正教墓地。据俄罗斯联邦安全局统计，约有10000人于此被杀并被埋葬。

## 死于此的知名人物
- 阿列克謝·李可夫（1881年—1938年），蘇聯政治家與革命家
- 尼古拉·布哈林（1888年—1938年），俄國共產主義者[2]
- 阿南德·阿玛尔（1886年—1941年），蒙古政治人物
- 达理扎布·洛索勒（1898年—1940年），蒙古革命家、政治人物[3]
- 扬·别尔津（1889年—1938年），蘇聯軍事情報的領導者
- 德米特里·鲍格莫洛夫（1890年—1938年），蘇聯外交官
- 米哈伊尔·切尔诺夫（1891年—1938年），蘇聯政治人物
- 尼古拉·古比雪夫（1893年—1938年），蘇聯軍事領導人
- 布拉尼斯勞·塔拉什克維奇（1892年—1938年），白俄羅斯語言學家
- 雅科夫·阿格拉诺夫
- 尼古拉·安季波夫
- 弗拉基米爾·安東諾夫-奧弗申柯
- 奥勒扎·巴德拉克
- 亚历山大·别洛博罗多夫
- 阿纳斯塔西娅·比岑科
- 安德烈·布勃诺夫
- 帕維爾·布拉諾夫
- 丹斯兰比勒格·道格松
- 帕维尔·德边科
- 罗伯特·埃赫
- 菲利普·菲利波維奇
- 阿列克谢·加斯捷夫
- 阿纳托利·格克尔
- 尼古拉·吉卡洛
- 格里戈里·格林科
- 阿克马尔·伊克拉莫夫
- 乌拉兹·伊萨耶夫
- 弗拉基米尔·伊万诺维奇·伊万诺夫
- 格里戈里·卡明斯基
- 法伊祖拉·霍贾耶夫
- 弗拉基米尔·克里莫夫斯基赫
- 威廉·柯诺宁
- 尼古拉·康德拉季耶夫
- 奥古斯特·科尔克
- 尼古拉·克列斯京斯基
- 尼古拉·克雷连科
- 库恩·贝拉
- 爱德华·列平
- 伊兹赖尔·列普列夫斯基
- 米哈伊尔·列万多夫斯基
- 列夫·莱温
- 道尔扎布·鲁布桑沙拉布
- 瓦列里·梅日劳克
- 罗穆亚尔德·穆克列维奇
- 斯捷潘·奥博林
- 瓦列里安·奥波连斯基
- 德米特里·帕夫洛夫
- 雅科夫·彼得斯
- 奥西普·皮亚特尼茨基
- 鲍里斯·皮利尼亚克
- 葉夫根尼·波利瓦諾夫
- 阿尔卡季·罗森戈尔茨
- 扬·鲁祖塔克
- 图拉尔·雷斯库洛夫
- 瓦西里·施密特
- 苏伦·沙敦兹
- 瓦西里·沙兰戈维奇
- 卓勒宾·希耶
- 鲍里斯·舒米亚茨基
- 亚历山大·斯韦钦
- 米哈伊尔·特里利塞尔
- 约瑟夫·温什利希特
- 谢苗·乌里茨基
- 亚历山大·乌斯宾斯基
- 约阿基姆·瓦采季斯
- 雅科夫·阿尔卡季耶维奇·雅科夫列夫
- 叶菲姆·叶夫多基莫夫
- 康斯坦丁·尤列涅夫
- 列昂尼德·扎科夫斯基
- 伊萨克·泽连斯基